# Venezia Giulia Police Force
La Venezia Giulia Police Force (VGPF), detta anche Polizia Civile, fu un corpo di polizia costituito dal Governo Militare Alleato alla fine della seconda guerra mondiale che attuò nella Zona A della Venezia Giulia e, dopo il 1947, nell'omonima zona del Territorio Libero di Trieste.

## Storia

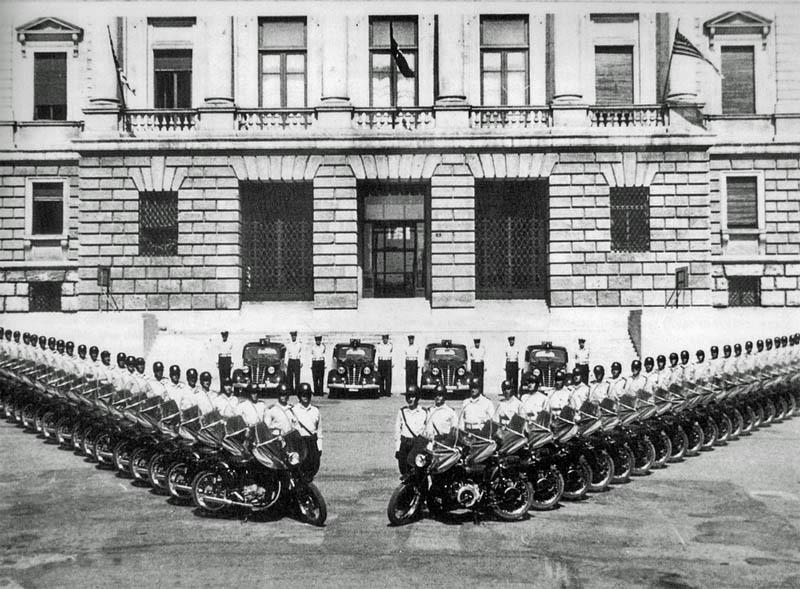
Venezia Giulia Police Force al Palazzo di Giustizia di Trieste

Il suo comandante fu, dal 1945 al 1954, il colonnello inglese Gerald Richardson proveniente da Scotland Yard. Gli ufficiali superiori (Superintendenti) erano tutti inglesi e americani mentre quelli subalterni, i sottufficiali e le guardie erano locali. Al suo interno fu costituito anche il  Corpo di polizia femminile di Trieste, che nel 1959 entrarono nel Corpo di Polizia femminile italiano.
L'organico del corpo variò nel corso degli anni e contava nel 1949 oltre 6.000 unità. Fu ridotto a circa 4.000 unità con il distacco della Divisione Fiscale che venne a costituire la Guardia di Finanza del TLT e della Sezione Guarde Municipali che formò la Polizia Amministrativa.
I veicoli della VGPF portavano la dicitura in inglese POLICE. Gli effettivi del VGPF venivano scherzosamente soprannominati dai triestini "cerini" e anche "tubi" in quanto all'inizio portavano un casco rotondo e bianco che li faceva apparire tali.
Venne sciolta nel 1961, parecchi anni dopo la divisione del Territorio Libero di Trieste  tra Italia e Jugoslavia, il 26 ottobre 1954. Fino al 1959 fu l'unica forza di polizia con personale femminile ad aver operato in Italia. Con il passaggio all'amministrazione italiana molti dei suoi membri scelsero di emigrare, principalmente verso Australia e Canada, altri entrarono nel Corpo delle guardie di pubblica sicurezza.

## Galleria d'immagini

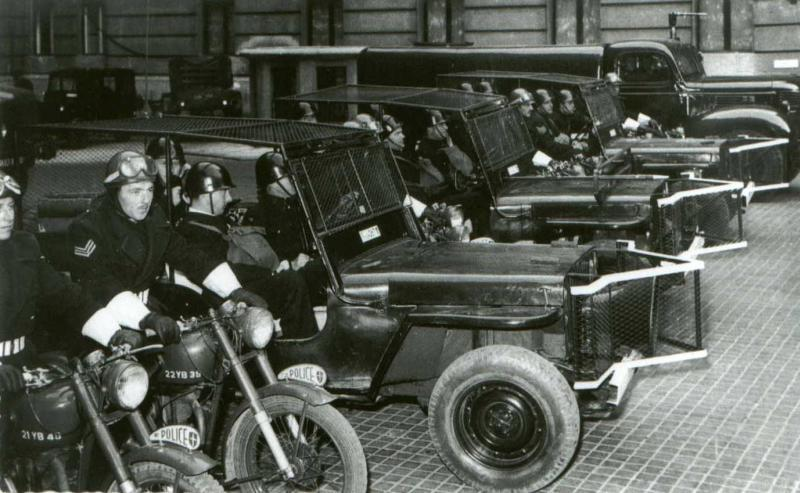
Automezzi della Venezia Giulia Police Force in servizio nella zona A del TLT.
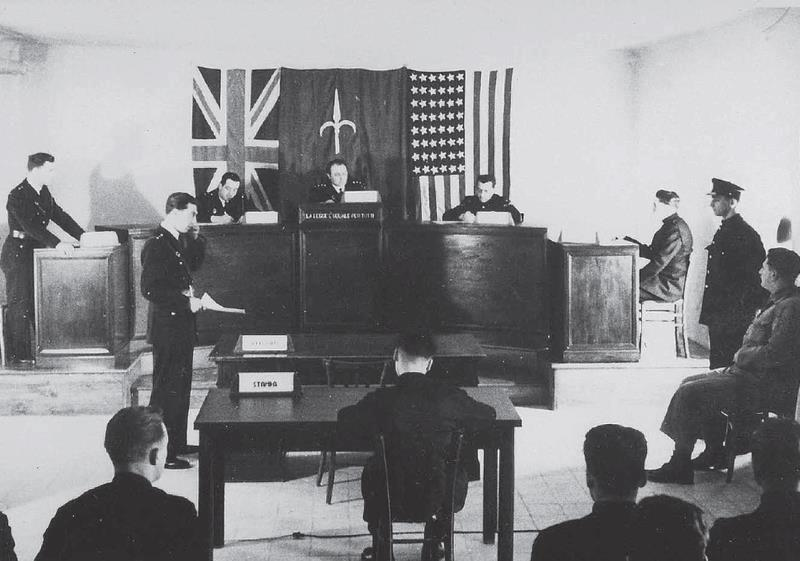
Simulazione di processo per gli allievi della Venezia Giulia Police Force in servizio nella zona A del TLT.
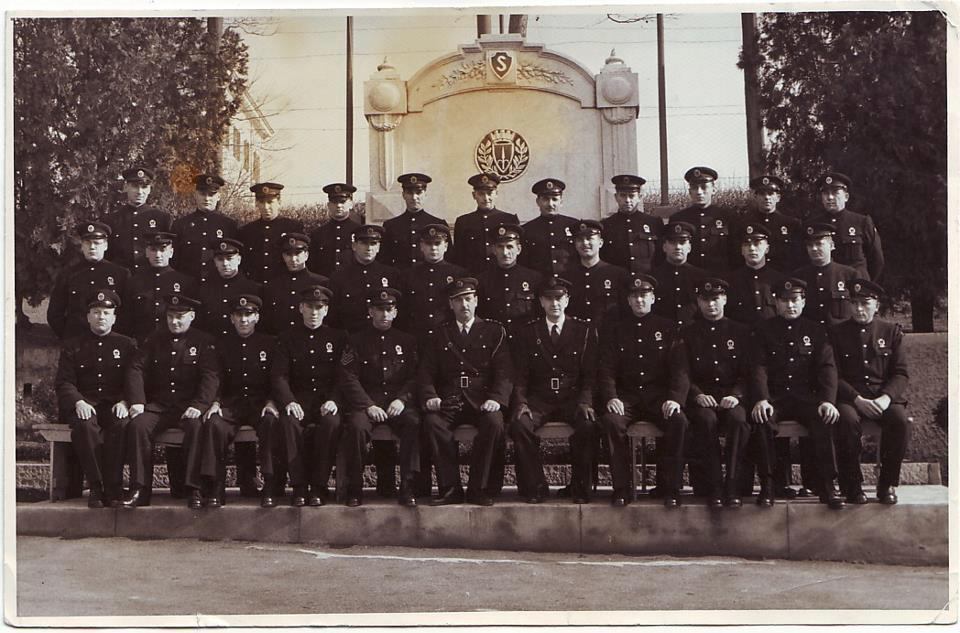
Foto ufficiale dei membri della Venezia Giulia Police Force in servizio nella zona A del TLT.